# Tetragnatha branda
Tetragnatha branda är en spindelart som beskrevs av Levi 1981. Tetragnatha branda ingår i släktet sträckkäkspindlar, och familjen käkspindlar. Inga underarter finns listade i Catalogue of Life.